# هیلمار باونسگارد
هیلمار باونسگارد (انگلیسی: Hilmar Baunsgaard) یک سیاست‌مدار اهل دانمارک بود  که از ۲ فوریه ۱۹۶۸ تا ۱۱ اکتبر ۱۹۷۱ به عنوان نخست‌وزیر دانمارک خدمت کرد. او در ۲۶ فوریه ۱۹۲۰ در اسلاگلسه، دانمارک به دنیا آمد و در ۳۰ ژوئن ۱۹۸۹ در کپنهاگ درگذشت.
اطلاعات کلیدی درباره هیلمار باونسگارد:
- حزب سیاسی: باونسگارد عضو حزب لیبرال اجتماعی دانمارک بود و از ۱۹۶۸ تا ۱۹۷۵ رهبری این حزب را بر عهده داشت[1][2].
- سابقه سیاسی: او بین سال‌های ۱۹۴۸ تا ۱۹۵۱ رئیس جوانان لیبرال اجتماعی دانمارک بود و در سال ۱۹۵۷ به عنوان نماینده پارلمان انتخاب شد. همچنین، او از ۱۹۶۱ تا ۱۹۶۴ به عنوان وزیر بازرگانی در کابینه ویگو کامپمان خدمت کرد[1][3].
- دولت ائتلافی: باونسگارد در زمان نخست‌وزیری خود، یک دولت ائتلافی غیرسوسیالیستی را رهبری کرد و در این دوره به حمایت از لغو برخی قوانین اجتماعی و اقتصادی پرداخت[2][3].

باونسگارد به عنوان یکی از چهره‌های مهم سیاسی دانمارک در دهه‌های ۱۹۶۰ و ۱۹۷۰ شناخته می‌شود و تأثیرات قابل توجهی بر سیاست‌های اقتصادی و اجتماعی کشور داشت.